# فرودگاه رودخانه لوخارت
فرودگاه رودخانه لوخارت (به انگلیسی: Lockhart River Airport) یک فرودگاه با کد یاتا IRG است . این فرودگاه در کشور کانادا قرار دارد .

## شرکت‌های هواپیمایی و مقصدهای پروازی
| شرکت‌های هواپیمایی  | مقصدهای پروازی                        |
| ------------------ | ------------------------------------- |
| West Wing Aviation | Badu Island، هرن آیلند، Saibai Island |